# Журнал за експериментална социална психология
Журналът за експериментална социална психология (Journal of Experimental Social Psychology), съкр. ЖЕСП, е научен журнал, издаван от Psychology Press от името на Обществото за експериментална социална психология.
Журналът е цитиран много и се смята за един от най-добрите журнали в областта.
ЖЕСП публикува оригинални емпирични трудове по теми като социални когниции, нагласи, групово поведение, социално влияние, вътрешногрупови отношения, невербална комуникация и социално психологически аспекти на афекта и емоцията.